# Claude Cheysson
Pour les articles homonymes, voir Cheysson.
Claude Cheysson né le 13 avril 1920 à Paris et mort le 15 octobre 2012 dans la même ville,, est un haut fonctionnaire et personnalité politique français.
Il a notamment été ministre des Relations extérieures de François Mitterrand et commissaire européen.

## Jeunesse et formation
Claude Cheysson est le petit-fils d'Émile Cheysson et, par sa mère, Sophie Funck-Brentano, celui de Frantz Funck-Brentano. Après des études au collège Stanislas de Paris, il entre à l'École polytechnique, en 1940 et en sort en 1942. Après la guerre, il intègre la promotion spéciale Croix de Lorraine à l'École nationale d'administration, de mars 1947 à décembre 1948,.

## Seconde Guerre mondiale
Après sa sortie de l'École polytechnique, il est engagé volontaire le 1er octobre 1942 pour une durée de 5 ans au sein de l'Armée d'armistice, dans l’arme « cavalerie ». Démobilisé en même temps que l'armée en novembre 1942, il s'évade de la France occupée, franchissant la frontière franco-espagnole le 31 octobre 1943. Après une courte période de captivité en Espagne, il atteint Casablanca le 15 décembre et, le 11 février 1944, rejoint le 12e régiment de chasseurs d'Afrique au sein de la 2e division blindée des Forces françaises libres. Il y sert comme officier de char,,.
Il embarque avec son régiment pour l'Angleterre en avril 1944 et débarque en France en août. Il participe successivement à la fin de la campagne de Normandie, à la libération de Paris, aux combats des Vosges et à la campagne d'Alsace,.
Durant cette période, il est distingué par deux citations au corps d'armée et une citation à l'armée lui donnant ensuite droit au port de la croix de guerre 1939-1945.

## Carrière
(août 2017).
- 8 août 1948 au 2 octobre 1948 : envoyé en mission en Palestine en qualité d'observateur[11].
- Octobre 1948 à mars 1952 : chef du service de liaison auprès des autorités fédérales allemandes à Bonn (RFA)[13].
- Avril 1952 à janvier 1954 : conseiller à la présidence du gouvernement du Viêt Nam, en poste à Saïgon :
  - il est volontaire pour une période d'un mois auprès de l'armée française et participe aux opérations offensives au Nord Viêt Nam entre le 15 octobre 1953 et le 6 novembre 1953, distingué par une citation à l'ordre de la division[11].
- Mars à juin 1954 : membre de la conférence de Genève sur l'Indochine.
- Juin 1954 à mars 1955 : chef adjoint puis chef de cabinet de Pierre Mendès France, président du Conseil et ministre des Affaires étrangères.
- Février à octobre 1956 : conseiller technique au cabinet d'Alain Savary, secrétaire d'État chargé des Affaires marocaines et tunisiennes. Il démissionne en même temps que le secrétaire d'État à la suite de l'arrestation de Ben Bella.
- Août 1957 à août 1962 : secrétaire général de la commission de coopération technique en Afrique, Lagos, Nairobi.
- Août 1962 à mai 1966 : directeur général de l'Organisme saharien, devenu l'Organisme de coopération industrielle en 1966, en poste à Alger.
- juin 1966 à janvier 1970 : ambassadeur plénipotentiaire en Indonésie[14].
- Janvier 1970 à mai 1973 : président du directoire de l'Entreprise minière et chimique[15] et président-directeur général de la Compagnie des potasses du Congo.
- 19 avril 1973 au 21 mai 1981 : commissaire européen chargé des relations avec les pays en voie de développement.
- 1981 à 1984 : ministre français des Relations extérieures dans 4 gouvernements successifs :
  - 22 mai 1981 au 23 juin 1981 : gouvernement Pierre Mauroy (1) ;
  - 23 juin 1981 au 22 mars 1983 : gouvernement Pierre Mauroy (2) ; son chef du cabinet est Rémy Pautrat, futur directeur de la DST. Lorsque la Pologne communiste du général Jaruzelski proclame l'état d'urgence, visant à réprimer Solidarność, il fit une déclaration restée célèbre : « Bien entendu, nous ne ferons rien », ce qui fut vu comme un signe de passivité quand la France s'est engagée à soutenir le syndicat[16],[17],[18] ;
  - 22 mars 1983 au 17 juillet 1984 : gouvernement Pierre Mauroy (3) ;
  - 17 juillet 1984 au 7 décembre 1984 : gouvernement Laurent Fabius.
- 6 janvier 1985 au 5 janvier 1988 : commissaire européen chargé de la politique méditerranéenne et des relations Nord-Sud.
- 25 juillet 1989 au 18 juillet 1994 : député européen (liste Majorité de progrès pour l'Europe)[19].
- 1987 à 1991 : président de l'institut Pierre-Mendès-France ;
- 1989 à 1993 : président de la fondation Arche de la fraternité (Fondation internationale des droits de l'Homme).

Il meurt le 15 octobre 2012 à l'âge de 92 ans.

## Distinctions
- Docteur honoris causa de l'université catholique de Louvain
- Prix Joseph Bech en 1978[7]
- Prix Luderitz en 1983[7]

### Décorations
- Commandeur de la Légion d'honneur[21]
- Croix de guerre 1939-1945
- Croix de guerre des Théâtres d'opérations extérieurs[11]
- Ordre de Saint-Michel et Saint-Georges Chevalier Grand-croix (GCMC) en 1984[7]
- Grand-croix du Mérite de l'ordre souverain de Malte
- Grand-croix de l'ordre d'Isabelle la Catholique

## Divers
Il fait renommer le « ministère des Affaires étrangères » en « ministère des Relations extérieures », déclarant : « Il n'y a pas d'affaires étrangères, la politique extérieure fait intégralement partie de la politique nationale ». Ce changement terminologique sera supprimé après son départ du ministère.
Selon Annie Laurent et Antoine Basbous, il donne ordre à l'ambassadeur Francis Gutmann d'informer les milices chiites d'Amal que leur caserne allait être bombardée par l'armée française en représailles contre l'attentat du Drakkar (1983), faisant en sorte qu'aucun milicien islamiste ne soit tué.
Contrairement à ses prédécesseurs et successeurs, Claude Cheysson était très libre dans ses propos, ce qui provoquait des polémiques ; ainsi, alors qu'un communiqué du Quai d'Orsay avait « provoqué une polémique » selon la presse, François Mitterrand, président de la République répondit au journaliste qui l'interviewait : « vous voulez dire que le ministre a fait une déclaration... », signifiant par là que les gaffes du ministre ne l'impressionnaient plus.